# Ann-Dorthe Lisbygd
Ann-Dorthe Lisbygd (født 16. februar 1984) er en dansk landsholdsrytter i cykelcross. 
Hun har tidligere cyklet mountainbike- (MTB) på elite niveau. Ann-Dorthe er også tidligere landsholdsrytter og verdensmester i mountainbike-orientering (MTB-O).
Hun har flere medaljer ved DM i cykelcross, MTB marathon (XCM) , MTB  (XCO) og MTB-O

## Resultater Masters
Ann-Dorthe Lisbygd er generelt skiftet til dame-40 i MTB og har også kørt et enkelt masters VM i cykelcross:

### Medaljeoversigt Masters Internationalt
- Guld VM Cykelcross, 2023 Hamburg, Women 40-45[7]
- Guld EM MTB Marathon, 2024 Viborg, Women 40-45 [8]

### Medaljeoversigt Masters Nationalt
- Guld, DM MTB XCO, 2024 Roskilde, Women 40 [9]
- Guld, DM MTB XCC, 2024 Roskilde, Women 40 [10]
- Guld DM MTB Marathon, 2024 Viborg, Women 40 [8]

## Resultater i cykelcross
Ann-Dorthe Lisbygd har vundet guld og 2 gange sølv ved de danske mesterskaber i cykelcross:

### Medaljeoversigt ved danske mesterskaber i cykelcross
- Sølv, 2023 Ballerup
- Guld, 2024 Holbæk
- Sølv, 2025 Høvelte

=== Resultater internationalt 2024/2025 ===
- Varberg Cyclocross Swe-Cup #5 (C2): 4
- Varberg Cyclocross Swe-Cup #6: 2 (C2): 2
- Party Prijs Århus (C2): 5
- Grote Prijs Århus (C2): 3
- Namur (WC): 39
- Hulst (WC): 43
- Zonhoven (WC): 47
- Gavere (WC): 26
- Hogerheide (WC): 43
- Verdensmesterskaberne Leivin: 30

## Resultater i MTB
Ann-Dorthe Lisbygd har vundet sølv fire gange på maratondistancen (XCM) ved DM for kvinder i MTB (2018, 2019, 2020 og 2022). og to gange bronze (2021, 2025). Hun har desuden to gange bronze på den olympiske distance (XCO) i 2020, 2021.
I den danske MTB liga har Ann-Dorthe én samlet første plads (2018), to samlede anden pladser (2017 og 2021) samt en samlet tredje plads (2019)
Internationalt har Ann-Dorthe Lisbygd vundet tre UCI S1 etapeløb: Club La Santa Stage Race i 2021 og 2022 samt Volcat BBT Igualada MTB Stage Race i 2022. Hun gjorde comeback i dame elite i 2025, hvor kun sammen med Viktoria Smith-Knudsen fik en samlet 6. plads i Swiss Epic.

### Medaljeoversigt ved danske mesterskaber i MTB Elite
- Sølv, 2018, Cross Country Marathon (XCM)
- Sølv, 2019, Cross Country Marathon (XCM)
- Bronze, 2020, Cross Country Olympic (XCO)
- Sølv, 2020, Cross Country Marathon (XCM)
- Bronze, 2021, Cross Country Olympic (XCO)
- Bronze, 2021, Cross Country Marathon (XCM)
- Sølv, 2022, Cross Country Marathon (XCM)

### Samlet placering MTB Ligaen samt vundne løb
- Sølv, 2017, MTB Liga overall
- 1: Shimano Liga #1 Morsø
- Guld, 2018, MTB Liga overall
- Bronze, 2019, MTB Liga overall
- 1: Shimano Liga #4 Rold Skov, 2021
- Sølv, 2021, MTB Liga overall
- 1: Shimano Liga #2 Roskilde, 2022
- 1: MTB Liga #2 Roskilde, 2023

### Bedste resultater internationalt
- 1: Fiskumrittet 2018 (XCO C1)
- 13: MTB Marathon European Championships 2019
- 1: Club La Santa 4 Stage MTB Lanzarote 2021 (UCI S1 Stage Race)
- 1: Club La Santa 4 Stage MTB Lanzarote 2022 (UCI S1 Stage Race)
- 1: Volcat BTT 2022 (UCI S1 Stage Race)
- 15: MTB Marathon European Championships 2022
- 12: UCI MTB Marathon World Championships 2022 (XCM)
- 6: Swiss Epic 2025 (på hold med Viktoria Smith-Knudsen)

## Resultater i MTBO

### VM i MTBO
Ann-Dorthe Lisbygd vandt verdensmesterskabet (VM) i MTBO i Portugal i 2010, idet hun som første rytter på stafetten vandt guld sammen med Line Brun Stallknecht og Rikke Kornvig.
Ved VM i Estland (2013) var Ann-Dorthe Lisbygd ligeledes første rytter på det danske kvinde-stafethold og vandt sølv sammen med Nina Hoffmann og Camilla Søgaard.

### DM i MTBO
Ann-Dorthe Lisbygd har vundet to individuelle sølvmedaljer ved DM i MTBO på langdistancen (2010 og 2013).
Sammen med forskellige hold fra Farum OK har Ann-Dorthe Lisbygd fire gange vundet guld på stafetten (2009, 2010, 2011 og 2012) og sølv én gang (2013).

### Medaljeoversigt ved danske mesterskaber i MTBO
- Guld, 2009 – Stafet
- Guld, 2010 – Stafet
- Sølv, 2010 – Lang
- Guld, 2011 – Stafet
- Guld, 2012 – Stafet
- Sølv, 2013 – Stafet
- Sølv, 2013 – Lang